# Museu d'Art Ciclàdic
El Museu d'Art Ciclàdic, també conegut com a Museu Goulandris d'Art Ciclàdic, és un museu situat a la ciutat d'Atenes, a Grècia.
El museu, que pertany a la «Fundació Goulandris», el crearen al 1986, per a albergar la col·lecció d'art ciclàdic i de l'antiga Grècia, Nikolaos i Ecaterini Goulandris. L'edifici principal, que té quatre plantes amb àrees d'exposició, oficines, magatzems i laboratoris, el va dissenyar Ioannis Vikelas el 1985. Des del 1991 el museu inclou també un altre edifici d'estil neoclàssic construït el 1895 per Ernst Ziller que es coneix com la «mansió Statatos». Tots dos edificis estan comunicats per dins.

## Col·leccions
L'edifici principal conté una de les més importants col·leccions d'art ciclàdic del món, amb objectes realitzats en el tercer mil·lenni abans de la nostra era, i entre els quals destaquen les estatuetes ciclàdiques. D'aquestes, n'hi ha exemples de tots els diferents estils de les Illes Cíclades que han existit.
D'altra banda, hi ha una col·lecció d'objectes de l'antiga Grècia des de l'edat del bronze fins al període romà tardà, amb peces de ceràmica, escultures, objectes de bronze, de vidre i joies.
També hi ha una secció amb objectes procedents de la col·lecció de Karolos i Rita Politis, que la donaren a la Fundació Goulandris el 1989 i que es compon d'escultures de marbre, estatuetes, joies i cascs.(2)
Respecte a l'edifici Statatos, conté una col·lecció d'art grec procedent de l'Acadèmia d'Atenes, i exposicions temporals.

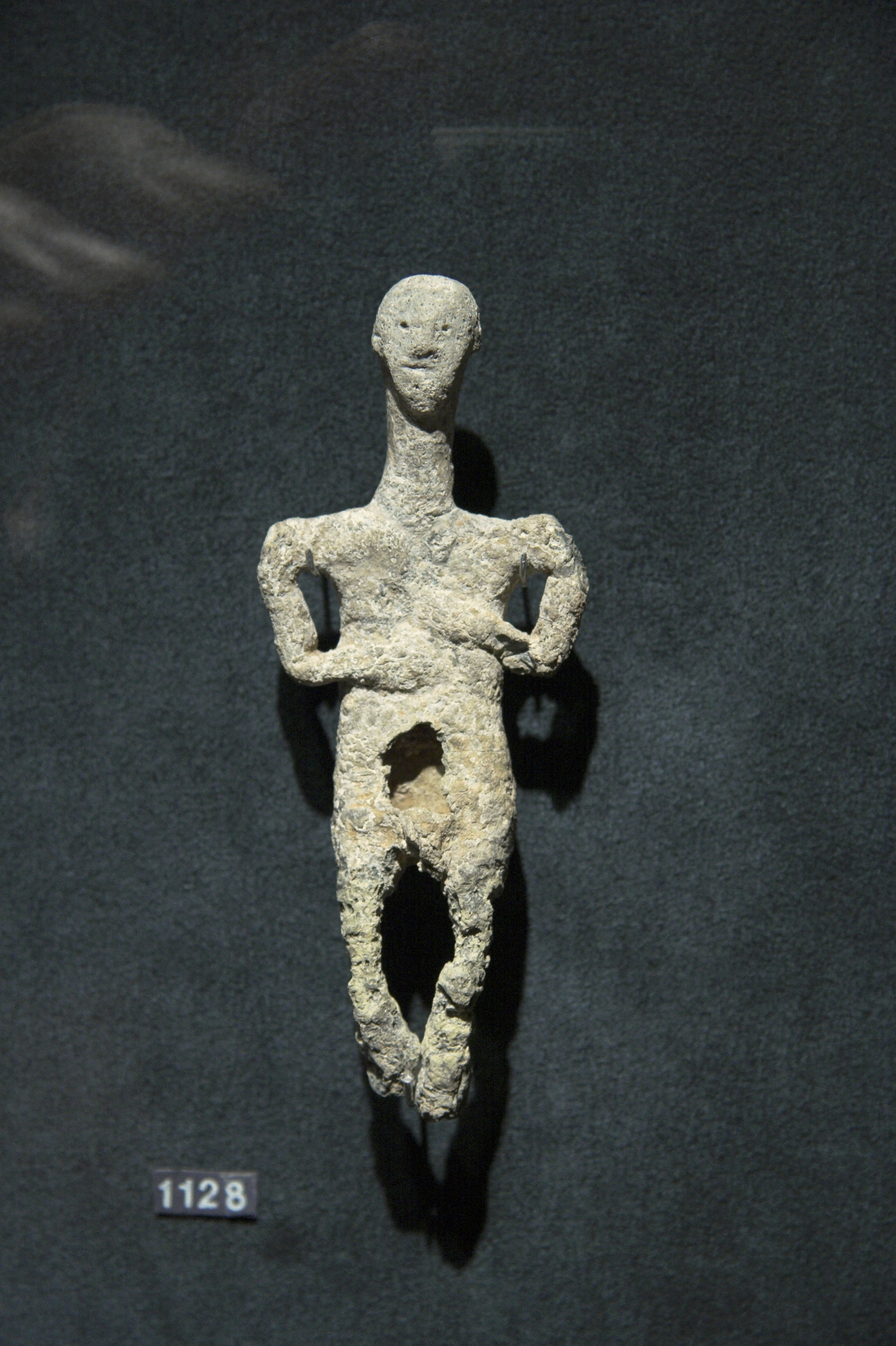
Ídol ciclàdic femení del període ciclàdic antic II (2800-2300 ae)
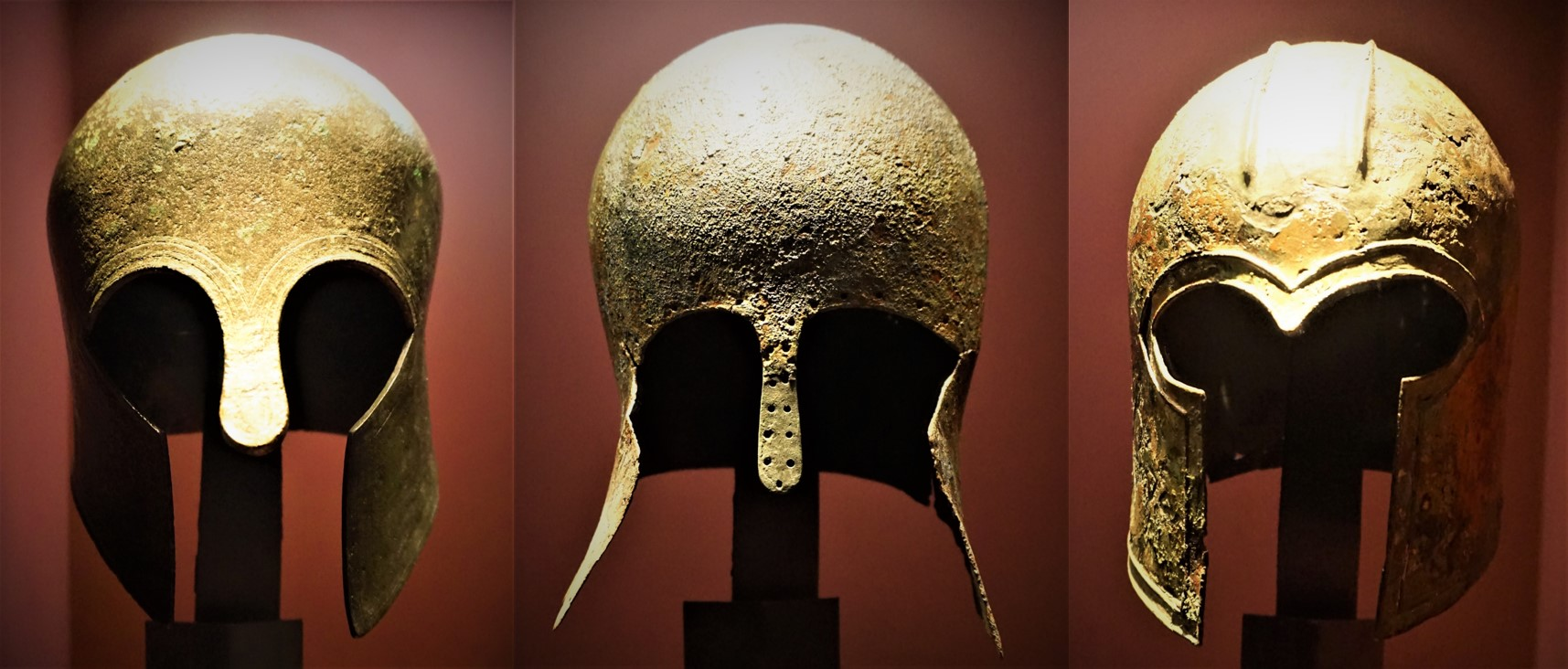
Alguns dels cascos que hi ha al museu.

El 2022 s'anuncià un acord amb el Museu Metropolità d'Art de Nova York (Estats Units) ratificat pel Parlament Hel·lènic mitjançant el qual retornaran a poc a poc a Grècia les peces de la col·lecció d'art ciclàdic de Leonard Stern, composta per 161 peces.